# MAD (tijdschrift)
MAD is een Amerikaans satirisch stripblad. In 22 landen verschijnen of verschenen lokale edities, onder andere in Nederland. Alhoewel het magazine zich op een jeugdig publiek richt, wordt het ook door volwassenen gelezen.

## De Amerikaanse MAD
MAD werd in 1952 opgericht door uitgever William Gaines en redacteur Harvey Kurtzman. In zijn eerste jaren verscheen het blad nog volledig in kleur en persifleerde het vooral andere stripreeksen. Dankzij de sarcastische en zelfreflexieve stijl viel het meteen erg in de smaak bij de Amerikaanse jeugd. Van 1956 tot 2001 verscheen MAD in zwart-wit en publiceerde jarenlang zonder hulp van adverteerders. Afgezien van strips dreef het blad nu ook met andere populaire cultuur de spot, zoals films, televisie, reclame, maar ook politiek en maatschappij. Niet alle strips en cartoons in MAD zijn satirisch, maar ze zijn wel allemaal humoristisch.
De mascotte van het blad is Alfred E. Neuman: een fictieve scheelkijkende jongen met sproeten, een ontbrekende voortand en eeuwige grijnslach. Nabij de inhoudspagina of de brievenrubriek staat er altijd een humoristische quote van hem afgedrukt. Andere bekende vaste rubrieken in het blad zijn onder meer de fold-ins van Al Jaffee, de stripreeks Spy vs. Spy en vooral de absurde strips van Don Martin. Elk nummer bevat ook stripverhalen die een actuele televisieserie of bioscoopfilm persifleren, geschreven en getekend door verschillende scenaristen en tekenaars.
In juli 2019 werd aangekondigd dat dit maandblad eind 2019 min of meer stopgezet zal worden. De eindejaarsuitgave blijft wel bestaan en het blad zal bij gelegenheid nog weleens verschijnen. Echter zullen er geen nieuwe strips meer verschijnen in die uitgaves vanaf november 2019. De nieuwe uitgaves zullen alleen maar strips bevatten die al eerder in het tijdschrift verschenen zijn.

## De Nederlandse MAD
In 1964 kwam een Nederlandse versie van MAD op de markt, met de titel  's Neerlands MAD en de slagzin Wel gek maar niet goed. Het zou tot 1996 verschijnen, en daarmee een van de meest succesvolle buitenlandse edities worden.
De Nederlandse MAD nam materiaal over uit de Amerikaanse MAD maar publiceerde ook werk van Nederlandse tekenaars. De Nederlandse inbreng groeide gestaag. Vooral Willy Lohmann drukte zijn stempel op de Nederlandse MAD. Ook de Nederlandse versie heeft veel verschillende uitgevers gekend.
Vanaf 21 september 2011 werd 's Neerlands MAD door Rob van Bavel heropgestart bij uitgeverij Don Lawrence Collection, onder redactie van Ger Apeldoorn. Na een jaar stopte het blad weer. Vaste Nederlandse tekenaars waren onder andere Milan Hulsing, Gerben den Heeten, Arne van der Ree, Mars Gremmen en Wouter Tulp. Onder andere Jeroen Kippers, Ger Apeldoorn en Bastiaan Geleijnse schreven voor het blad.